# Гугушвили, Виссарион Паатович
Виссарион Паатович Гугушвили (груз. ბესარიონ პაატას ძე გუგუშვილი; род. 6 мая 1945) — грузинский политический и государственный деятель, премьер-министр Грузии (1991—1992).

## Биография
Родился в семье учёного в городе Орджоникидзе (Владикавказ) Северо-Осетинской АССР[уточнить]. Отец — академик Паата Гугушвили.
В 1967 году окончил Тбилисский государственный университет по специальности «страноведение стран востока, история Турции», в 1970 году окончил Тбилисский институт иностранных языков по специальности «английский язык и литература». В 1971 году получил степень кандидата экономических наук.
С 1973 года работал в Центре научной информации в области общественных наук Академии наук Грузинской ССР — вначале заведующим отделом экономики, затем — заместителем директора Центра по научной работе.
С декабря 1990 года являлся заместителем министра культуры Грузинской ССР, с марта 1991 года — президентом государственной кинокорпорации Республики Грузия.
Гугушвили был назначен премьер-министром с 26 августа 1991 года после отставки Тенгиза Сигуа. После военного переворота последовал в изгнание вместе со Звиадом Гамсахурдия и принимал участие в попытке возвращения власти в сентябре-ноябре 1993 года. После поражения восстания и гибели Гамсахурдия бежал сначала в Чечню, а в 1995 году перебрался в Финляндию, где получил политическое убежище. Живёт в Вантаа, занимается разработкой грузинских компьютерных шрифтов.